# 大阪観光局
公益財団法人大阪観光局（おおさかかんこうきょく、英文名称Osaka Convention & Tourism Bureau）は、大阪府と大阪市における観光事業の振興とコンベンション誘致、その支援等を行う公益財団法人。2013年（平成25年）4月発足。大阪への訪日外国人旅行者数を「2020年に年1300万人」に増やすことを目標としている。

## 概要

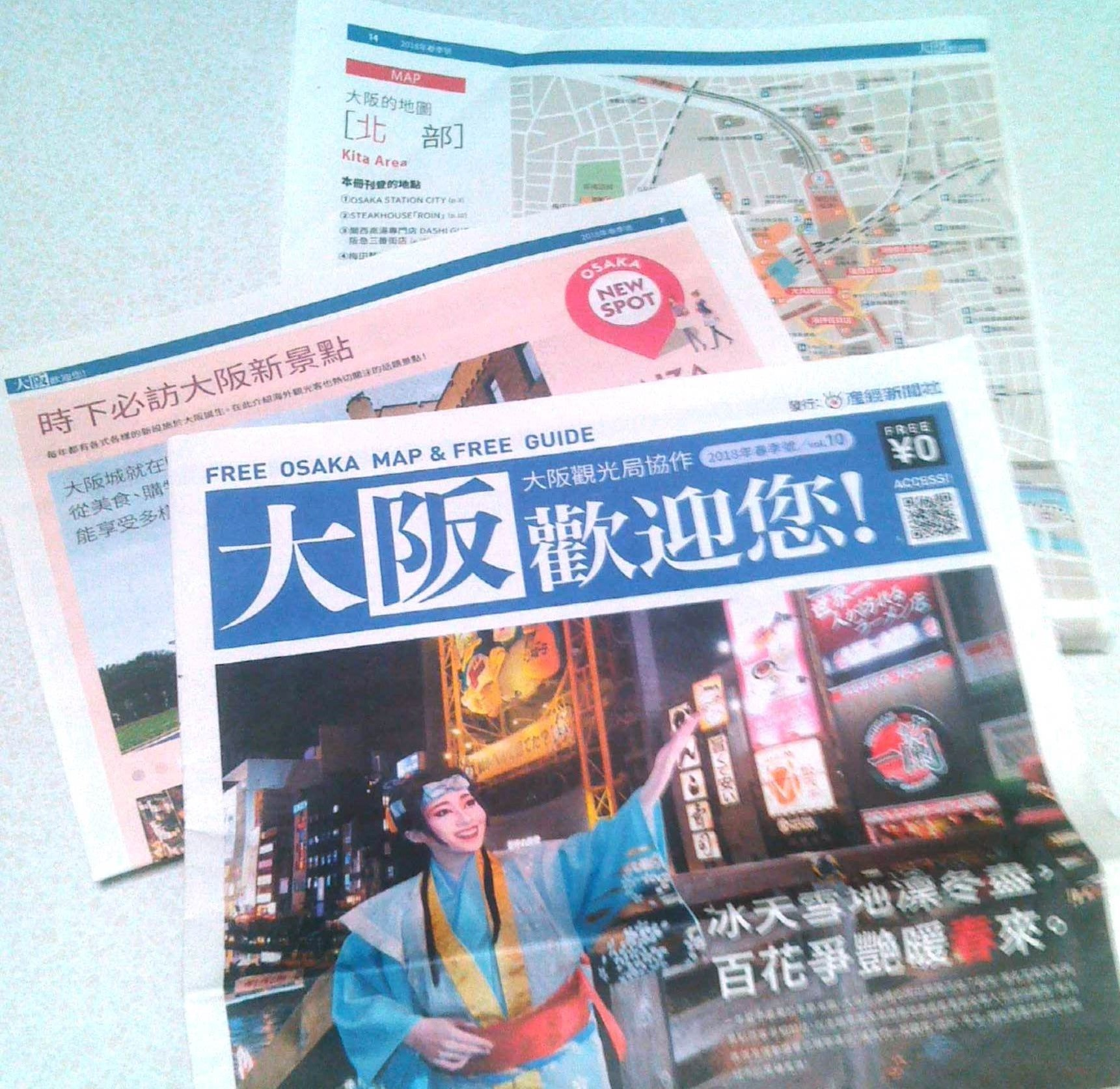
大阪観光局協力のフリーペーパー「大阪歡迎您！」（産経新聞発行）。関西各地で配布されている

背景として、訪日外国人旅行者数が2000年に476万人、2005年673万人、2010年861万人と年々増加しているにもかかわらず、大阪を訪れる外国人旅行者数は年150から200万人と低迷していたことがある。
そこで、大阪府市統合本部（当時。2015年6月で廃止）の「大阪都市魅力創造戦略」に基づき、府市の観光振興を一元化。民間感覚を生かし、国際会議誘致に精通した人材を登用。官民一体で「ヒト、モノ、金を大阪に呼び込む」施策の推進役として、大阪観光局が設立された。府と市、関西経済界が計7億5000万円を出資している。同種の公益財団法人横浜観光コンベンション・ビューローや名古屋観光コンベンションビューローは県知事認定だが、大阪観光局は内閣府認定。
従来の組織と異なる特徴は、局長に権限と責任を集中。結果責任も明確にしている点で、初代の局長として香港政府観光局の加納国雄が抜擢された。
加納は1995年（平成7年）から日本・韓国地区トップとして、2003年に新型肺炎（SARS、重症急性呼吸器症候群）流行の際、半減した香港への観光客を航空券無償配布などで半年で回復させた実績などを評価された。
大阪を外国人旅行者が訪れない理由として、「東京、京都のようなブランド力が足りない」と加納は指摘。知名度の向上へ米国ニューヨーク州観光局の「I Love New York」キャンペーンに倣い、「ASIAN　GATEWAY OSAKA」を考案。また、韓国の名誉広報大使で大阪出身のファッションモデルの（アンミカ）を初代「大阪観光大使」に任命し、彼女を起用したコマーシャルメッセージを中国やインドなどアジアなど30ヶ国で放送した。
しかし、引き続き大阪への外国人観光者が伸びぬ中、2014年4月、大阪国際音楽フェスティバルを開催。ジャズのピアニストハービー・ハンコック、サクソフォーン奏者のウェイン・ショーター、韓国のアイドル超新星や防弾少年団、台湾のシンガーソングライターの盧廣仲が出演したが、約1億円の赤字が発生。フェスの実行委員長でもある加納が、大阪の知名度向上として「強引に開催」した経緯も発覚し、加納が2700万円を自腹で補填。また、業務委託のNHK関連会社からも5000万円の支払いを求められ、大阪府監査委員から改善を指摘されるなどトラブルが続き、大阪市議会から「ガバナンスに問題がある」と追及されたため、2015年3月末、加納は局長を辞任した。
2015年（平成27年）4月、2代目の局長として自治官僚出身の大阪府特別顧問（元観光庁長官）の溝畑宏（本名「渡邉宏」）が就任した。会見で溝畑は「火中の栗を拾うのが大好き」な性格と自己紹介。観光者数の向上へ「『大阪オンリーワン』を掘り起こす」と述べ、建築家安藤忠雄の作品ツアーや古墳での婚活、阪神甲子園球場や東大阪市花園ラグビー場などを活用したスポーツ文化ツーリズムなどのアイデアを披露した。また、溝畑は大阪湾の人工島夢洲に誘致の進められているカジノ統合型リゾート施設を踏まえ、「世界最高水準の観光都市を目指す」としている。

## 組織
- 所在地 - 大阪府大阪市中央区南船場４丁目4番21号　りそな船場ビル5階
- 役員 - 新井純（大阪府副知事）、黒田章裕（関西経済同友会代表幹事。コクヨ代表取締役会長）、角和夫（関西経済連合会副会長。阪急阪神ホールディングス代表取締役会長兼グループCEO）、田中清剛（大阪市副市長）、鳥井信吾（大阪商工会議所副会頭。サントリーホールディングス代表取締役副会長）、橋爪紳也（大阪府立大学大学院経済研究科教授）、比嘉廉丈（大阪本町法律事務所弁護士）、堀井良殿（関西・大阪二十一世紀協会理事長）。以上、評議員（2018年7月現在）[13]。